# Vélorail du Périgord Vert
Le vélorail de Corgnac-sur-l'Isle est un équipement touristique et de loisir situé en Aquitaine, dans les secteurs peu connus de Dordogne, qui utilise une partie des voies de chemin de fer désaffectées à hauteur du village de Corgnac-sur-l'Isle,,.

## Histoire
Le vélorail est une technologie qui a émergé lors du périple transibérien à vélorail, en 1930, de l'ouvrier français Lucien Péraire, qui a atteint Irkoutsk par les voies du trans-sibérien sur la bicyclette qu'il avait modifiée au bord de la Volga, au Tatarstan.

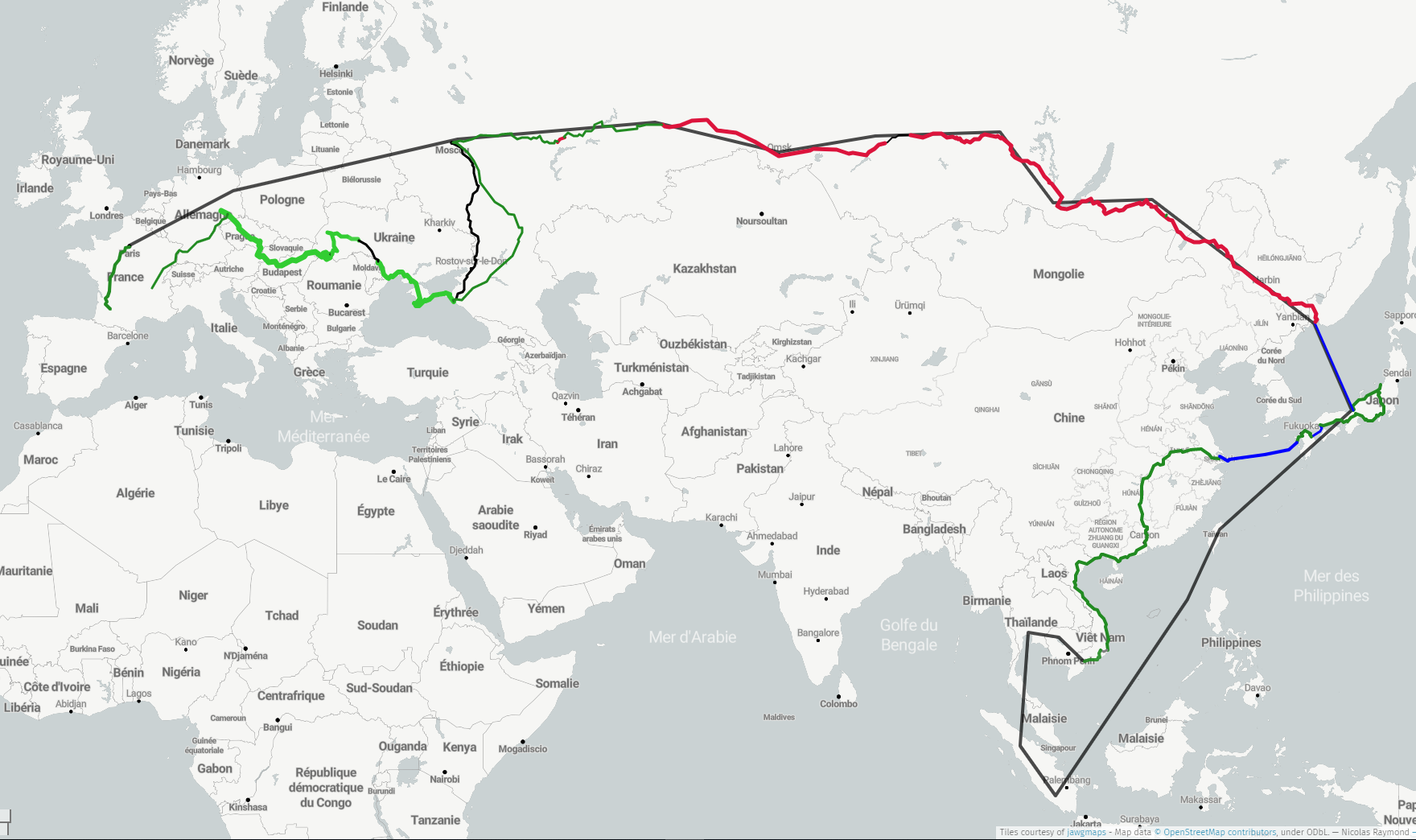
Itinéraire de Lucien Péraire lors de son voyage en 1928-1932.

En Dordogne, celui de Corgnac-sur-l'Isle utilise un tronçon de 17 km de l'ancienne ligne reliant Angoulême à Brive, qui fut mise en service à la fin du XIXe siècle en 1898, il utilise des voies sur lesquelles plus aucun train ne circulait depuis 1991. En 2003, les rails devait être enlevés pour transformer la ligne en « voie verte », opération coûteuse, mais il a été décidé de les conserver.

## Option de l'assistance électrique
Le vélorail bénéficie depuis les années 2010 de la vente aux exploitants souhaitant offrir cette option de kits d’assistance électriques adaptés aux vélorails.

## Parcours
Le vélorail de Corgnac-sur-l'Isle permet  de se rendre à Saint-Andrieux, au départ de la gare de Corgnac, en faisant 14 km aller retour à vélo rail à assistance électrique,.
En été, il est possible aussi d'effectuer une balade à vélo-rail sur l'ancienne voie de chemin de fer désaffectée de la ligne de Thiviers à Saint-Aulaire, soit sur 11 km aller-retour jusqu'à la gare des Chatignolles (à Thiviers).

## Exploitation
Daniel Claret, retraité de la SNCF, est le créateur et opérateur du vélorail de Corgnac-sur-l'Isle. Il est aussi président de la Fédération des vélorails de France.